# Eric Christmas
Eric Cuthbert Christmas est un acteur britannico-canadien, né le 19 mars 1916 à Londres (Royaume-Uni), mort le 22 juillet 2000 à Camarillo (États-Unis).

## Filmographie
- 1938 : Fun and Games! (TV)
- 1939 : More Fun and Games! (TV)
- 1939 : The Torchbearers (TV) : Mr. Spindler
- 1970 : Monte Walsh : Col. Wilson
- 1971 : Le Mystère Andromède (The Andromeda Strain) : Senator from Vermont
- 1971 : Gideon (TV)
- 1971 : Johnny s'en va-t-en guerre (Johnny Got His Gun) : Corporal Timlon
- 1971 : Harold et Maude (Harold and Maude) : Priest
- 1971 : Le Virginien (TV) saison 9 épisode 14 (Nan Allen) : Parker
- 1971 : Le Virginien (TV) saison 9 épisode 21 (The Regimental Line) : Parker
- 1971 : Le Virginien (TV) saison 9 épisode 24 (Jump-Up) : Parker
- 1972 : The Sandy Duncan Show (en) (série télévisée) : Ben Hampton
- 1974 : Columbo : A Friend in Deed (En toute amitié) (TV) : Bruno Wexler
- 1975 : The Blue Knight (en) (TV) : Joel Stebbins
- 1976 : Le Dernier nabab (The Last Tycoon) : Norman
- 1977 : Code Name: Diamond Head (en) (TV) : Father Murphy
- 1978 : Un ennemi du peuple (An Enemy of the People) : Morten Kiil
- 1978 : L'Attaque des tomates tueuses (Attack of the Killer Tomatoes!) : Sen. Polk
- 1980 : L'Enfant du diable (The Changeling) : Albert Harmon
- 1980 : Middle Age Crazy : Tommy
- 1982 : Porky's : Mr. Carter
- 1983 : Porky's II: The Next Day : Carter
- 1983 : La Petite Maison dans la prairie (The House on the Prairie) (série télévisée) saison 9, épisode 19 (L'été (The Last Summer) ) : Dewey
- 1984 : Philadelphia Experiment (The Philadelphia Experiment) : Dr. James Longstreet
- 1984 : Solo pour deux (All of me) : Fred Hoskins
- 1985 : Porky's Contre-Attaque (Porky's Revenge) : Mr. Carter
- 1985 : Misfits of Science (TV) : Dr. Momquist
- 1987 : Happy Hour : Harry The Guard
- 1987 : Home Is Where the Hart Is (en) : Martin Hart
- 1987 : Un flic dans la mafia (Wiseguy) (série télévisée) : Harry "The Hunchback" Schanstra (1987)
- 1988 : War and Remembrance (feuilleton TV) : Adm. Sir Dudley Pound
- 1989 : The Challengers (TV) : Zack
- 1989 : Whispers : Joshua Rinehart
- 1990 : Cheers (TV Series) : Prêtre
- 1991 : Child of Darkness, Child of Light (TV) : Father Francesca
- 1991 : Dead in the Water (TV) : Judge Griffin
- 1991 : Bugsy, le gangster sans scrupule (Bugsy) : Ronald, the Butler
- 1993 : Ed and His Dead Mother : Mr. Abner
- 1993 : Staying Afloat (TV) : Ryder
- 1994 : X-Files : Aux frontières du réel (TV) : Stan Philips (saison 2, épisode 11 Excelsis Dei)
- 1994 : Mort ou presque (Almost Dead) : Father Ambrose
- 1965 : Des jours et des vies (Days of Our Lives) (série télévisée) : Father Francis (1995-1996)
- 1997 : Air Bud - Buddy star des paniers (Air Bud) : Judge Cranfield
- 1997 : La Souris (Mousehunt) : Ernie and Lars' Lawyer